# Pilar Gil
Pilar Gil Miguel (Madrid, 1972) es licenciada en Ciencias Económicas y Empresariales por ICADE (E-2) y PDD por el IESE. Actualmente es vicepresidenta y CEO del Grupo PRISA

## Carrera profesional
Inició su carrera profesional en Chase Manhattan Bank, especializándose en el seguimiento de mercados internacionales, pasando después a Arthur Andersen, donde durante tres años realizó la auditoría de diversas empresas. 
Se incorporó al Grupo PRISA para llevar a cabo su salida a Bolsa en el año 2000.Ha colaborado en la elaboración del actual Plan Estratégico del Grupo PRISA. Además, pilotó el primer Capital Markets Day de la compañía.
En mayo de 2021, fue nombrada Jefa de Gabinete del presidente de PRISA y responsable de la relación con accionistas e inversores. En julio de 2022 es nombrada Directora Financiera de PRISA y en febrero de 2023 fue nombrada consejera ejecutiva de la Compañía.
En junio de 2023 fue nombrada vicepresidenta por el Consejo de PRISA.
| Consejos de administración a los que pertenece |
| ---------------------------------------------- |
| Santillana                                     |
| Prisa Media                                    |
| Diario El País                                 |
| Diario AS                                      |

## Reconocimientos
En 2023 fue nominada para el XI Edición del premio TOP100 a las mujeres más influyentes de España, en la categoría de Medios de Comunicación.

Pilar Gil, fue reconocida dentro del Top 100 Mujeres Líderes de España, listado que promueve Magas, como número 1 en la categoría de Medios de comunicación. Destacando el jurado que:
Representa no solo el éxito individual, sino el triunfo colectivo que se manifiesta en el ascenso de una persona ejemplar. Encarna la dedicación, la perseverancia y el talento. Entró en PRISA con una clara visión de futuro y un compromiso inquebrantable. Desde entonces, ha recorrido un camino de constante aprendizaje y crecimiento hasta ser vicepresidenta.

## Patronazgo y fundaciones
Pilar Gil Miguel es patrona de las Fundaciones: Princesa de Girona, Procenic  y de los Amigos del Reina Sofía